# 監査法人 (テレビドラマ)
『土曜ドラマ・監査法人』（どようドラマ・かんさほうじん）は、2008年6月14日から7月19日まで、NHK総合テレビとBSハイビジョンで、毎週土曜日に放送された日本のテレビドラマ。全6話が放送された。主演は塚本高史。NHK名古屋放送局制作。

## 概要
『土曜ドラマ』での経済をテーマとしたドラマは『ハゲタカ』以来となり、主演の塚本高史はこの作品が連続ドラマ初主演となる。題材として取り上げられることが少なかった、公認会計士を扱ったドラマでもある。

## 物語の概略
2002年、バブル崩壊後の長期不況のあおりを受け、日本経済は先行きが不透明だった。そのころ、主人公の公認会計士・若杉がいた「ジャパン監査法人」には、不況の影響をもろに受ける企業は多少の粉飾を見逃そうとする「ぬるま湯」型と、不正を一切許さない「厳格」型の2つの派で意見が対立する状態にあった。そんな中、若杉は先輩・小野寺の下後者の厳格型のほうが正義だと信じるが、粉飾の制裁を受ける企業や社員の心の痛みの中に、仕事にも疑問を感じ始めていく。その中で若杉は、ある食品メーカーの粉飾問題を見つけだし、それが政財界を巻き込んだ大型スキャンダル事件へと発展していく。

## 放送時間
- 総合テレビ 土曜 21時 - 21時58分
- BSハイビジョン 土曜 18時 - 18時58分
  - 第2話のNHK総合テレビジョンは、NHKプロ野球放送のため通常より1時間40分（編成上は、30分繰り下げの21時30分から開始予定であった）遅延。2008年6月28日15時5分 - 16時5分枠で再放送された。

## キャスト
ジャパン監査法人
若杉健司 - 塚本高史
公認会計士。高卒。アルバイトを掛け持ちしながら独学で資格を取得。
小野寺には新人の頃からしごかれた。
一児の父。生真面目な性格だがそれが災いして家族にも正論を並べ立ててしまう事があったらしく、妻・朋美は精神を病み健司と娘・知香を置いて富山県の実家へ帰っている。
ジャパン監査法人解散後は小野寺率いる「エスペランサ監査法人」の代表社員となるが、自身が上場を認めたプレシャスドーナツの不祥事に加えて小野寺とも反目しエスペランサを退職。その後は「尾張部品」の顧問会計士となり、最終局面では尾張部品側の一員として小野寺・山中と社の再建計画を巡り議論を交わす。
山中茜 - 松下奈緒
公認会計士。「会計士としての技能は若杉よりも上」と評されている。若杉には時に厳しい言葉を掛けつつも、同僚として協力している。健司の娘・知香を預かっていたこともある。
東都銀行の監査チームに加わっていたが、不正会計をマスコミにリークしたと篠原から一方的に疑われたことに激怒。ジャパン監査法人を退職しようとしたが、最終日に東京地検の家宅捜索が入り結果的に同日限りでジャパン監査法人は解散することになる。解散後は「プレシャスドーナツ」の顧問会計士となるが同社の不祥事に巻き込まれ、後に小野寺率いるエスペランサ監査法人へ加入する。
小野寺直人 - 豊原功補
公認会計士、代表社員。厳格監査推進派で、理事長らとは対立している。
親友の会社(サプライズマート)を自身の監査のせいで倒産させた過去を引きずっていたが、真の倒産の原因を突き止め、ジャパン監査法人の解散後は新たに「エスペランサ監査法人」を立ち上げて理事長に就任。
財政監督庁の意向でエスペランサ監査法人がより大規模な「あすなろ監査法人」と合併させられそうになったことに危機感を覚え、ベンチャー企業を見据えた規模の拡大を狙って対等な立場に立とうとしたが、プレシャスドーナツの不祥事に巻き込まれ逆に窮地に陥り、恩師と慕われていた若杉にも逃げられる。その後は山中も迎え入れてエスペランサの立て直しを図る。
吉野晴喜 - 勝村政信
東都銀行の監査を新たに担当する会計士。小野寺とは同期。
「監査人は企業を育むのが仕事」という持論から、ぬるま湯監査を実施しており、若杉・山中からは軽蔑されている。
ぬるま湯監査の実績を買われて東都銀行の監査を担当するよう篠原から直々に命じられたが、小野寺・若杉を始めとする周囲からの圧力もあって最終的には東都銀行の決算報告書について不承認の決定を下す。しかし、その結果によってメガバンクを潰した事実に耐え切れず、監査終了後に遺書を残し失踪してしまう。その後、ジャパン監査法人の解散間際に若杉・山中の前に現れ、二人に感謝の念を述べて立ち去る。
田代淳吾 - 光石研
北陸建設の監査を担当してきた会計士。
北陸建設から接待を受けていた。
篠原勇蔵 - 橋爪功
「ジャパン監査法人」理事長。
「厳格監査を実施すれば日本中の会社が潰れかねない」との理由で小野寺とは対立している。一方で、国友や中村らとは頻繁に会合している。
東都銀行の不正会計絡みで理事長であった自身の権力も使って決算報告書を握り潰そうとするが最終的に失敗し、自身も証券取引法違反で逮捕され服役する。
財政監督庁
宮島恭一 - 利重剛
財政監督庁の検査局長。
吉田かすみ - 大谷允保
財政監督庁から「ジャパン監査法人」に出向している。
佐藤謙人 - 田中幸太朗
「小野寺の厳格監査を学びたい」と財政監督庁から出向している若手官僚。
「サプライズマート」倒産の真の原因を突き止めた。
友人・家族
井上涼 - 阿部サダヲ
自称・健司の同志。ベンチャー企業「プレシャスドーナツ」社長。
業績が急拡大するプレシャスドーナツの監査を若杉に、社の公認会計士を山中に依頼するが、上場目前にしてフランチャイズ契約者ばかり増えているのに店舗を一向に開店させず契約金も返金しない・存在しない店舗の売り上げを利益として計上するなどの不正会計を指摘され、若杉の前で土下座して見逃すよう頼む。最終的には若杉が折れて上場を認めるが、その直後に不満を持った契約者に金属バットで襲撃され入院する事態となる。
さらにその間に不正会計が山岸によって暴露され会社を乗っ取られ、激昂して病院から脱走して山岸を鉄パイプで襲撃するが若杉に阻止され、本人も逮捕される。
マスター・桑原 - 清水章吾
健司や茜らがよく訪れるバーのマスター（そのバーは篠原理事長も訪れる）。
知香を預かって面倒を見てくれている。
桑原美子 - 立石凉子
マスターの妻。
知香を預かって面倒を見てくれている。
若杉朋美 - 占部房子
健司の妻。先述の事情から健司と知香を置いて家を出ており、現在は富山の実家で静養している。
若杉知香 - 広田思帆 → 奥山志紀
健司の娘。
柴田恵子 - 多岐川裕美
健司の義母。
その他
国友豊 - 竜雷太
大手メガバンク「東都銀行」頭取。
サプライズマートや飛鳥屋に不正を指示していた黒幕。篠原・中村とも頻繁に会合しており、相互に不正を握り潰していたが、不正が発覚しその職を追われる。
中村英夫 - 綿引勝彦
大手食品メーカー「飛鳥屋」社長。
五味栄太郎：長門裕之
「北陸建設」社長。
能勢敦之 - 河原崎建三
久山 - 石田太郎
石田 - 中西良太
北陸建設幹部。
向島秀則 - 酒向芳
サプライズマート社長 - 四方堂亘
小野寺の友人。小野寺にサプライズマートの監査を依頼したが決算報告書が不承認となり、商売に失敗し自殺する。
後に、サプライズマート倒産の黒幕が東都銀行だったことが発覚する。
工事現場の親方 - 黒沢年雄
井上課長（経理部） - 河西健司
魚住絵里（経理部員） - 西原亜希
経理部の女性社員。飛鳥屋の商品「王様クッキー」のファンを自認する。
些細なきっかけから飛鳥屋の裏帳簿を発見してしまい、写しを若杉と山中に手渡すという形で飛鳥屋の不正を内部告発する。
自身の父親も飛鳥屋に勤めていたが、子会社のあおなみ興産に出向中に倉庫火災に巻き込まれ焼死した過去を持つ。
飛鳥屋社長秘書 - デビット伊東
大手食品メーカー・飛鳥屋。
鈴本五郎 - 加藤武
鈴本会計事務所（あおなみ興産監査担当）。篠原の恩師。
北山社長 - 今井朋彦
須賀経営管理室長 - 岩松了
東都銀行の経営管理室長。大学受験を控える娘を持つ。
東都グループの社員代表として篠原や吉野に不正を見逃すよう懇願するが認められず、最終的には追い詰められて本社ビル屋上から投身自殺する。
副頭取 - 立川三貴
大手メガバンク・東都銀行。
羽鳥実 ‐ 小松和重
山岸弘文 - 山本龍二
「プレシャスドーナツ」財務担当責任者。裏社会との接点があるといわれている。
プレシャスドーナツの事業開始時に井上に1億円の融資をしたことを皮切りに続々と多額の融資を仕掛け、井上を借金地獄に陥れる。最終的には上場時に発生した利益を全て自身のペーパーカンパニーを用いて横領し、井上が襲撃されて入院している間に不正を暴露して井上を追い落とし社長に就任する。
井上社長秘書 - 石橋奈美
近藤滋之 - 若松武史
「小野寺エスペランサ監査法人」理事長秘書。
森本勝成 - 堀部圭亮
東京地方検察庁特捜部検事。
TVアナウンサー - 久保恵子
町工場の社長 - 左右田一平
工場長 - 山野史人
刑事 - 真夏竜
武田勝次 - 大滝秀治
自動車部品会社「尾張部品」会長。
律山悟 - うじきつよし
自動車部品会社「尾張部品」取締役。
社長 - 樋浦勉
副社長 - 中丸新将
工場長 - 児玉頼信
自動車部品会社「尾張部品」重役。
田上啓司 - 津川雅彦
「あすなろ監査法人」理事長。
ナレーション - 窪田等

## サブタイトル
| 各話                                                     | 放送日  | サブタイトル        | 視聴率 |
| -------------------------------------------------------- | ------- | ------------------- | ------ |
| 第1話                                                    | 6月14日 | 会社、つぶせますか? | 7.7%   |
| 第2話                                                    | 6月21日 | 800億円の裏帳簿     | 8.6%   |
| 第3話                                                    | 6月28日 | 粉飾の連鎖          | 8.4%   |
| 第4話                                                    | 7月5日  | 崩壊の序曲          | 8.5%   |
| 第5話                                                    | 7月12日 | 夢の代償            | 6.3%   |
| 第6話                                                    | 7月19日 | 会社、救えますか    | 8.2%   |
| 平均視聴率8.0%（視聴率は関東地区・ビデオリサーチ社調べ） |         |                     |        |

## スタッフ
- 脚本：矢島正雄・小林雄次
- 会計士考査：山田真哉
- 音楽：村松崇継
- 主題歌：山崎まさよし「深海魚」
- チーフプロデューサー：磯智明
- 演出：渡辺一貴

## サウンドトラック
監査法人 オリジナル・サウンドトラック
収録曲
全作曲 - 村松崇継
1. 監査法人のテーマ [4:08]
2. 柱（ささえ） [2:10]
3. 往査 [2:23]
4. 闇のその先 [2:38]
5. うごめく影 [4:44]
6. 無情 [2:24]
7. 金融の奔流 [1:20]
8. 激震 [0:22]
9. 粉飾決算 [1:09]
10. 監査法人のテーマ～ピアノバージョン～ [2:41]
11. 巨頭会談 [1:57]
12. 実査 [1:03]
13. エスペランサ [2:25]
14. 内部監査 [1:30]
15. 健司と知香 [2:04]
16. 破綻懸念 [0:19]
17. 夢の代償 [1:58]
18. 厳格監査 [2:03]
19. 厳しい判断 [1:54]
20. 裏帳簿 [0:17]
21. 不良債権 [2:02]
22. 失意の中で [2:20]
23. 水面下 [1:27]
24. 架空取引 [1:45]
25. 密告 [0:11]
26. 監査への誇り [1:44]
27. 上場廃止 [1:37]
28. セールストーク [1:25]
29. 風評被害 [1:45]
30. 健司と知香～ピアノバージョン～ [1:57]
31. 監査法人のテーマ～Reprise～ [1:53]

クレジット
STAFF
- Original Score Composer：村松崇継
- Recording & Mixing Engineers：田中実・鈴木勇一（NHK）
- Assistant Mixing Engineers：甘糟亮（湾岸音響）・佐々木志了（SCI）
- Recording Studios：湾岸音響・NHK506st
- Mixing Studio：NHK604st
- Director & Producer：藤田雅章（インスパイア・ホールディングス）
- A&R Director：上田広志（NHK出版）

MUSICIANS
- Marimbas & Percussions：minimums（木次谷紀子・楡原花・山下由紀子）
- Marimbas Technician：KOROGISHA
- Conductor：村松崇継
- Acoustic Piano：村松崇継
- Strings：加藤"Joe"高志グループ/CB斉藤順
- Flute：高桑英世
- Oboe：広多智香
- Clarinet：山根公男
- Fagott：前田征志
- Saxophones：平原智
- Musicians co-ordinate：東京室内楽協会
- Special Thanks：上温湯大史（NHK名古屋）

## 備考
- 第1話では公認会計士の定義や業務内容について説明するため、塚本演じる若杉による1分近くの長い台詞が予定されていたが、「ビジュアルで十分仕事内容は見せられた」と判断したスタッフにより全面カットされている。同シーンはDVD1巻の未公開映像に収録され、また「スタジオパークからこんにちは」出演時にも塚本がそのエピソードを語り、「（このシーンが）やっと日の目を見た」「（いらないなら）じゃあ喋らせるなよ!」と突っ込んだ。この「スタジオパーク」出演の様子もDVDに収録されている。
- 本放送終了後、第4話・第5話・第6話の各回において、NHK及び日本民間放送連盟が定めた「アニメーション等の映像手法に関するガイドライン」（光点滅ガイドライン）に違反していたことが判明。同年10月に再放送された際に当該の場面は基準に合うよう修正されている[4]。